# Chatsjatoer Abovjan

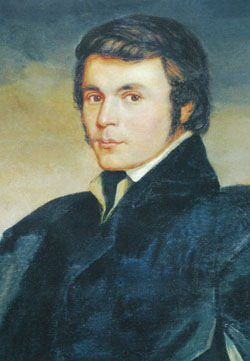
Portret van Chatsjatoer Abovjan door Ludwig von Maydell (ca. 1831).

Chatsjatoer Abovjan (Armeens: Խաչատուր Աբովյան) (Kanaker, bij Jerevan, tegenwoordig Armenië, 15 oktober 1809 - 14 april 1848) was een schrijver, dichter en educator. Hij wordt beschouwd als de vader van de moderne Armeense literatuur, onder meer dankzij de roman Verk Hayastani uit 1841, geschreven in het Oost-Armeens en postuum verschenen in 1858. Abovjan verdween op mysterieuze wijze in 1848. Er werd aangenomen dat hij dood was. Pas postuum werden de meeste van zijn werken gepubliceerd en kreeg hij erkenning.
- Bibsys: 6082236
- Bibliothèque nationale de France: cb15896950k (data)
- Gemeinsame Normdatei: 119009374
- International Standard Name Identifier: 0000 0003 5609 8054
- Library of Congress Control Number: n85093143
- Nationale Bibliotheek van Tsjechië: ola2002139815
- Nationale Bibliotheek van Israël: 987012737236605171
- Système universitaire de documentation: 129706094
- Virtual International Authority File: 176967526
- WorldCat: E39PBJgRV37BFvHG9Vt6t3XDbd